# Eickener Straße 111 (Mönchengladbach)

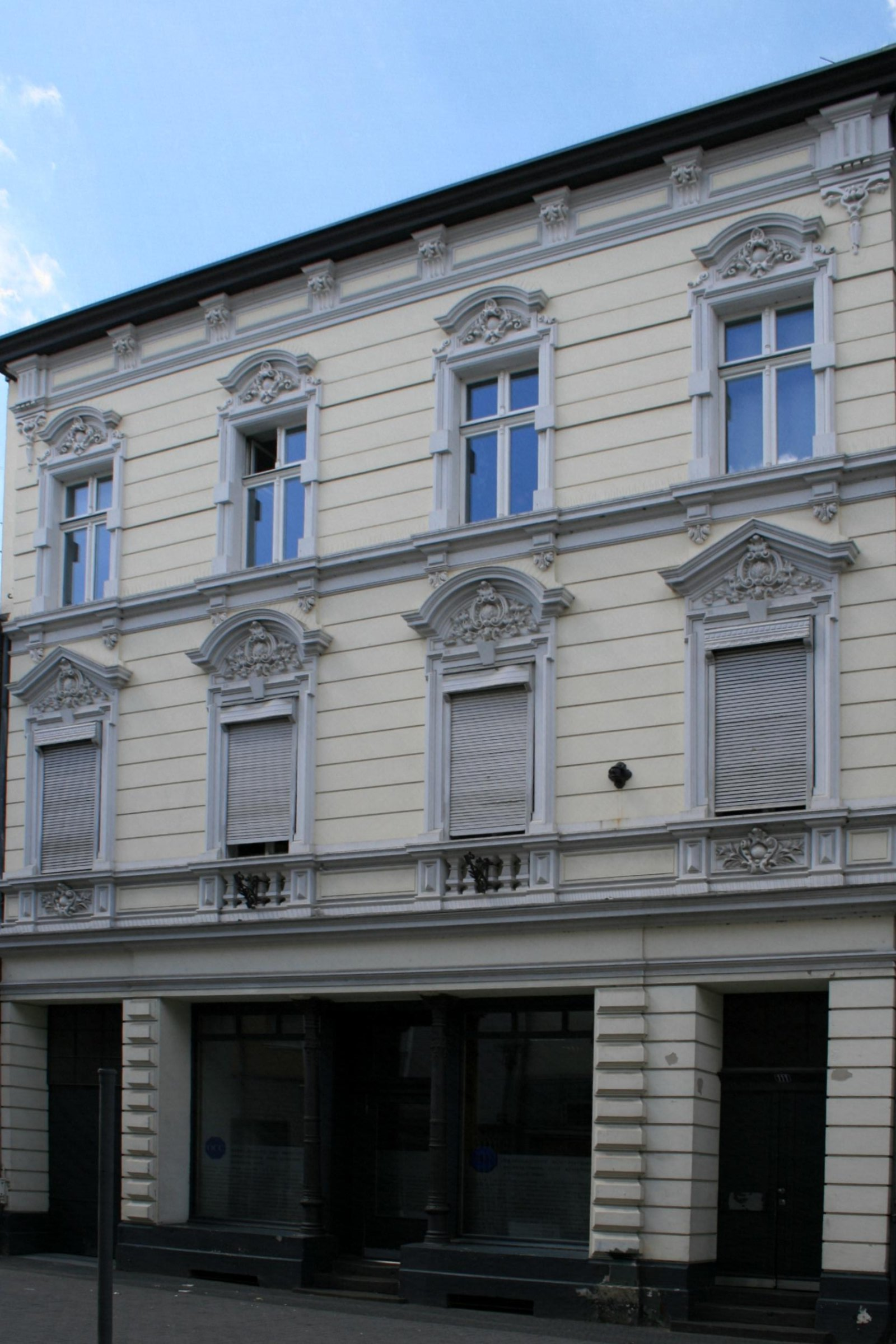
Wohngeschäftshaus (2010)

Das Wohngeschäftshaus Eickener Straße 111 steht im Stadtteil Eicken in Mönchengladbach (Nordrhein-Westfalen).
Das Haus wurde um die Jahrhundertwende erbaut. Es ist unter Nr. E 013 am 13. September 1988 in die Denkmalliste der Stadt Mönchengladbach eingetragen worden.

## Architektur
Die Eickener Straße ist in diesem Teilstück im Rahmen städtebaulicher Sanierungsmaßnahmen zur Fußgängerzone umgestaltet worden. Das Objekt wurde um die Jahrhundertwende als dreigeschossiges Traufenhaus mit flach geneigtem Satteldach errichtet. Zur Straße eine symmetrisch gegliederte Stuckfassade in vier Achsen. Als charakteristisches Beispiel eines Mietwohnhauses mit erdgeschossiger Geschäftsnutzung aus architekturgeschichtlichen und städtebaulichen Gründen schützenswert.